# Intel 80186

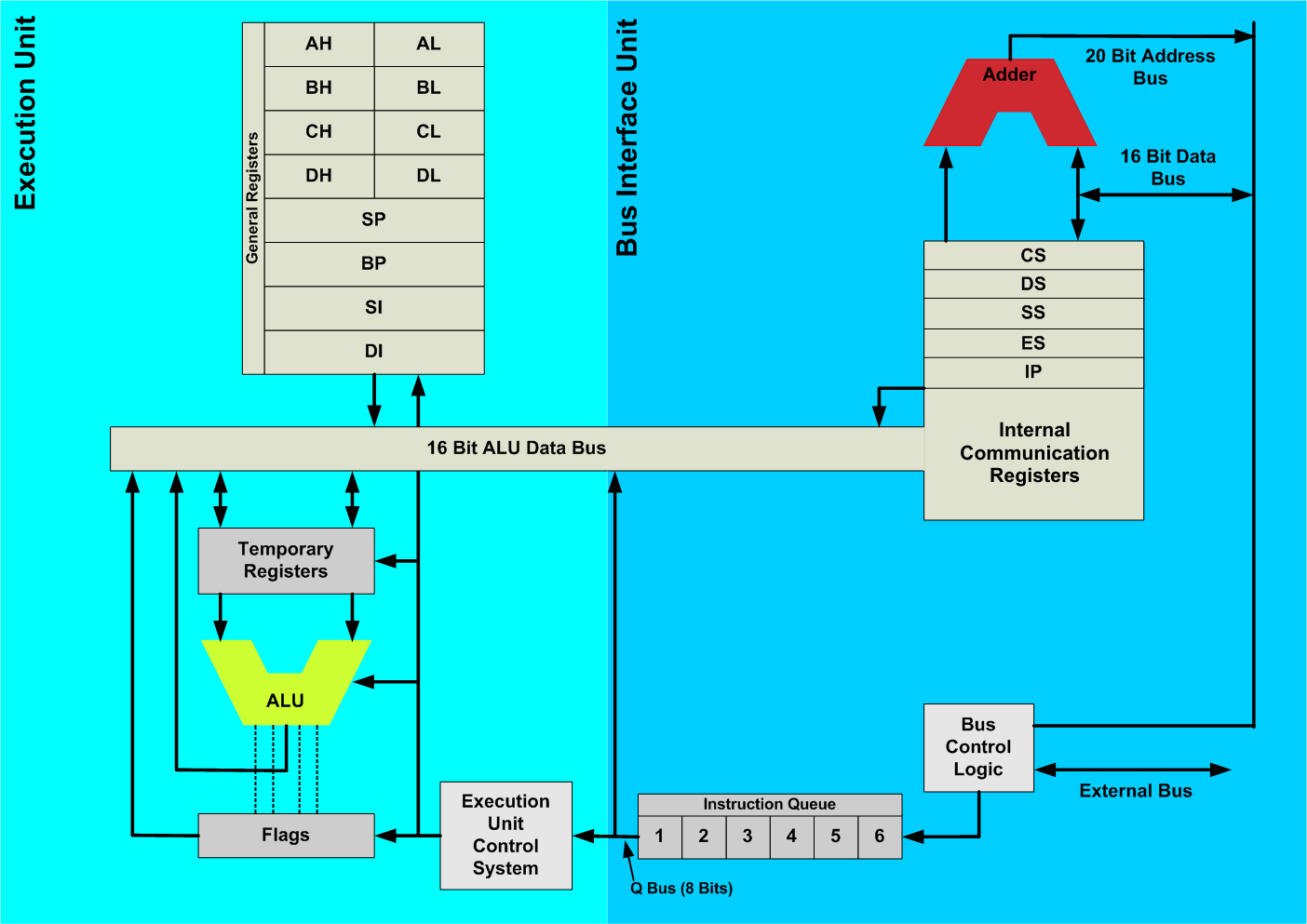
Architettura del processore

L'Intel 80186 è un microprocessore prodotto da Intel a partire dal 1982. L'80186 fu un miglioramento dell'Intel 8086 e dell'Intel 8088. Come l'8086, aveva un bus dati a 16 bit ed era anche disponibile, come il predecessore 8088, l'80188, con un bus dati a 8 bit. Inizialmente la velocità di clock dell'80186 e dell'80188 era 6 MHz.
Furono generalmente usati come processori embedded (grossolanamente paragonabili a microcontroller). Non erano usati in molti PC, ma c'erano alcune eccezioni degne di nota: il Mindset, il Compis (un computer scolastico svedese), l'RM Nimbus (un computer scolastico inglese), il Tandy 2000 desktop (qualcosa di simile ad una stazione da lavoro PC-compatibile, che aveva una grafica notevole per quei tempi).
Una caratteristica principale dei processori serie 80186/80188 era di ridurre il numero di chip richiesti includendo elementi come il DMA controller, l'interrupt controller, i timer ed il chip select logic.